# Jelševa slinarica
Jelševa slinarica (znanstveno ime Aphrophora alni) je vrsta žuželk iz družine Aphrophoridae.
Ta dokaj velika slinarica je razširjena po večini Evrope, Bližnjem vzhodu in Severni Afriki.

## Opis
Odrasla jelševa slinarica doseže v dolžino med 9 in 10 mm, pri čemer so samice običajno večje od samcev. Pojavljajo se od maja do oktobra na grmovju in vrbah, brezah, jelšah in topolih.
Osnovna barva telesa je rjava, na prednjem paru kril se nahaja svetla lisa. Na glavi ima par sestavljenih in par enostavnih oči, noge pa so prilagojene skakanju. Odrasle živali sesajo sok dreves, ličinke pa sesajo sok različnih zelnatih rastlin, na katere samice izležejo jajčeca. Jelševa slinarica prezimi kot jajčece, spomladi pa se iz jajčesa izleže ličinka, ki se zavrta v stebla in liste gostiteljske rastline, okoli vhoda pa naredi značilen slinast ovoj, ki jo ščiti pred plenilci.